# Julián Sánchez Ruano

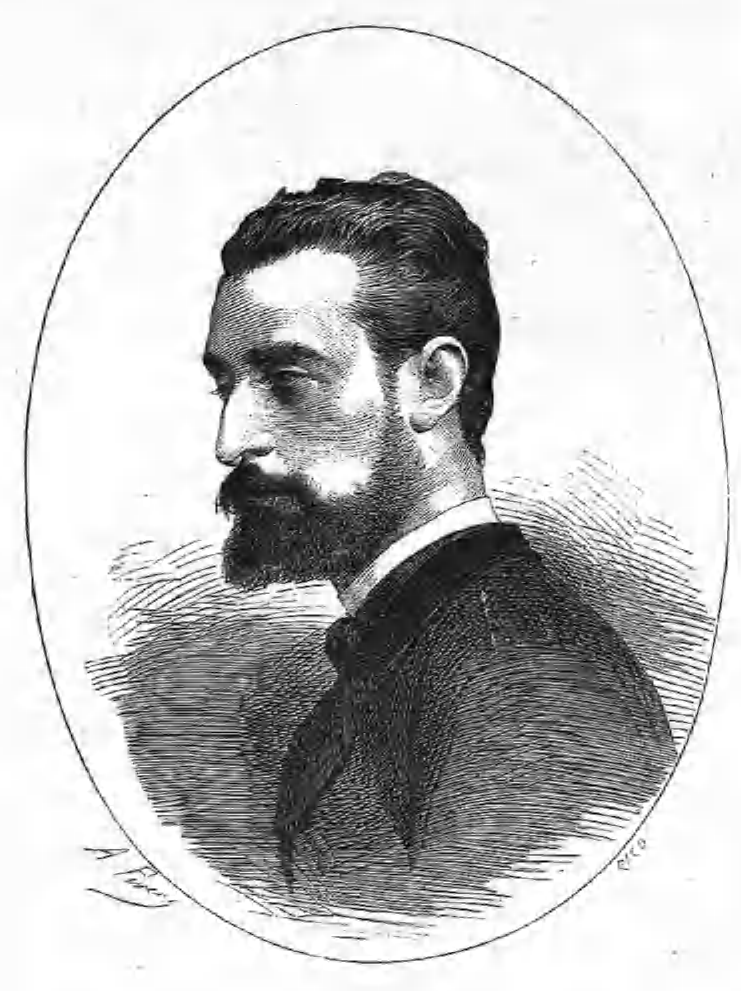
Julián Sánchez Ruano, grabado de Bernardo Rico por dibujo de Alfredo Perea. La Ilustración de Madrid, año II, n.º 40, 30 de agosto de 1871. «Ático ingenio salmantino» según Benito Pérez Galdós, su «oratoria impulsiva y pendenciera [...] armonizaba la virilidad del luchador republicano con las sales del humanista» (España sin rey, cap. IX).

Julián Sánchez Ruano (Moríñigo, 9 de enero de 1840-Madrid, 1871) fue un abogado, periodista y político español, diputado por Salamanca en las primeras elecciones a Cortes del Sexenio Democrático, celebradas por sufragio universal el 15 de enero de 1869.

## Biografía
Hijo de Francisco Sánchez Moro y de Dorotea Ruano, que falleció solo unas horas después de nacer él, según la breve biografía que le dedicó su pariente Juan Sánchez Rojas, nació el 9 de enero de 1840 en Moríñigo, provincia de Salamanca. Estudió en el seminario de Salamanca a partir de 1853 y en 1857, a instancias de los jesuitas, en Loyola. Al año escapó del convento y se refugió en Peñaranda de Bracamonte, lo que habría supuesto también la momentánea ruptura con su padre, acomodado labrador. Estudió derecho y filosofía y letras en la Universidad de Salamanca, al tiempo que comenzaba a escribir en la prensa local, trasladándose luego a Madrid para completar los estudios en la Universidad Central, a la que se reservaba el grado de doctor. Todavía estudiante en Salamanca, en 1862 pronunció el discurso inaugural de la Academia de Leyes y Letras de Salamanca, como individuo de la misma, con una defensa de la libertad de pensamiento.
En 1863 se estableció en Madrid donde fue redactor de La Democracia, periódico dirigido por Emilio Castelar, con quien acabó enfrentado, y posteriormente de El Pueblo, diario democrático de la tarde dirigido por Eugenio García Ruiz, a quien sustituyó en alguna ocasión como director. Defensor de los postulados de la república unitaria, el diario fue suspendido a raíz de los sucesos de junio de 1866, siendo director Sánchez Ruano, y no reanudaría su publicación hasta el triunfo de la Revolución de 1868.
Fruto de las polémicas que desde El Pueblo mantuvo con Francisco Pi y Margall y los redactores de La Discusión fue su obra Del socialismo en España según la ciencia y la política (Madrid, Imprenta de Manuel Bernaldo de Quirós, 1865), donde desde postulados individualistas combatía la aproximación al socialismo de Pi y Margall, y exponía su concepción de la democracia asentada en el liberalismo y la moral cristiana. En diciembre de 1865 fue elegido tercer secretario del Comité Nacional del Partido Demócrata presidido por José María Orense. Por su amistad con Severo Catalina y algunos de los dirigentes de la Unión Liberal escapó a la represión desencadenada tras los sucesos del Cuartel de San Gil y, retirado en El Escorial durante el verano de 1866, preparó una edición del Fuero de Salamanca anotado y precedido de un discurso preliminar (Salamanca, Imprenta de Sebastián Cerezo, 1870, reimpreso por Lex Nova, Valladolid, 2007), puso prólogo a La esclavitud y el señor Ferrer de Couto de Fermín Hernández Iglesias, con quien fundó la Academia Salmantina de Legislación y Jurisprudencia, y dedicó un estudio a Oliva Sabuco de Nantes (Filósofos españoles: Dª Oliva Sabuco de Nantes (escritora ilustres del siglo décimo-sexto): su vida, sus obras, su valor filosófico, su mérito literario, Salamanca, 1867), estudio que presentaría como tesis de licenciatura en derecho civil y canónico por la Universidad salmantina. Dedicado al ejercicio de la abogacía en Salamanca y a la propagación de las ideas democráticas, en abril de 1868 tuvo que exiliarse brevemente en Portugal, pero al estallar en septiembre la Gloriosa se encontraba ya de vuelta en Salamanca, entrando a formar parte como secretario primero de la Junta revolucionaria provincial dirigida por Tomás Rodríguez Pinilla.
Elegido diputado para representar a Salamanca en las Cortes Constituyentes de 1869, de las que fue elegido secretario, se distinguió como orador brillante e incisivo. Como portavoz de los republicanos unitarios fue el primero en tomar la palabra para oponerse a la totalidad del proyecto constitucional, al que presentó una enmienda, luego retirada, que proclamaba como «forma de gobierno de la nación española la república», sin otros adjetivos. Reelegido diputado por el distrito de Salamanca capital el 8 de marzo de 1871, dedicó uno de sus últimos discursos en el Congreso a condenar, contra el criterio de su propio partido, los abusos de la Comuna de París. El 7 de julio de 1871 se batió en duelo con el coronel Luis Padial y Vizcarrondo, diputado por Puerto Rico e impulsor del abolicionismo en la isla. Padrinos de Sánchez Ruano, que habría logrado herir a su oponente, fueron su amigo Eugenio García Ruiz y el doctor Federico Rubio y Gali. El diario La Época del sábado día 8 de julio recogía de La Correspondencia la noticia de que «el lance pendiente entre un diputado republicano y un ex-constituyente ha terminado de una manera que, sin ser completamente lamentable, ha sido satisfactoria para ambos contendientes», y añadía que Sánchez Ruano «no tiene novedad» y Padial «se había herido inadvertidamente en la mano derecha» haciéndose un pequeño corte. Algunos días después contrajo una enfermedad pulmonar que le causó la muerte el 20 de agosto. Una extensa nota necrológica firmada por Manuel Fernández Martín en el número de El Imparcial del 26 de agosto, atribuyendo la muerte a una súbita enfermedad contraída días después del duelo, explicaba elípticamente que uno de los últimos triunfos parlamentarios de Sánchez Ruano «lo obtuvo en un corto, pero noble y levantado discurso, sobre el proyecto de abolición de la esclavitud, consiguiendo con su sal ática exaltar a otro galano orador» –José Luis Albareda– y concluía:

Afortunadamente la cuestión mantenida por ambos con armas punzantes, pero igualmente corteses, no salió del Parlamento, aunque después demostrara el tiempo que, no con el Sr. Albareda, ni a consecuencia de una discusión parlamentaria, pero sí con motivo de asuntos de Ultramar tenía dispuesto la fatalidad que Sánchez Ruano tuviera precisión de hacer bizarramente ante un adversario, digno y bizarro también, las pruebas que una costumbre o una corruptela social demanda a los que quieren poner a salvo las delicadas exigencias o las ridículas susceptibilidades del honor.